# Диктатура пролетаріату
У марксистській філософії, диктату́ра пролетаріа́ту — це стан, за якого пролетаріат (робітничий клас) утримує контроль над державною владою. Диктатура пролетаріату визначається як перехідна фаза від капіталістичної до соціалістичної економіки, під час якої постреволюційна держава захоплює засоби виробництва, запроваджує прямі вибори від імені та в межах правлячої пролетарської партії, а також формує обраних делегатів до представницьких робітничих рад, що переводять засоби виробництва з приватної у колективну власність. Антонімом до диктатури пролетаріату є диктатура буржуазії.

## Теоретичні підходи
Термін «диктатура пролетаріату» вперше був ужитий Карлом Марксом у серії статей, які згодом були перевидані під назвою «Класова боротьба у Франції 1848–1850 років». Термін «диктатура» вказує на повний контроль апарату держави над засобами виробництва. Фрідріх Енґельс вважав Паризьку комуну (1871 року), яка контролювала столицю протягом двох місяців перед придушенням, прикладом диктатури пролетаріату.
Існує кілька поширених напрямів цієї політичної думки, усі з яких вважають, що держава збережеться після революції завдяки її функціям примусу:
- Ленінізм передбачає організацію авангардної партії для керівництва пролетарським повстанням з метою захоплення контролю над державою, економікою, засобами масової інформації та соціальними службами (освітою, охороною здоров'я тощо) від імені пролетаріату та побудови однопартійної соціалістичної держави, що уособлює диктатуру пролетаріату[5]. Диктатура пролетаріату має здійснюватися через принцип демократичного централізму[6].
- Марксизм-ленінізм — це інтерпретація ленінізму і марксизму, розвинена Йосипом Сталіним (уже після смерті Володимира Леніна)[7]. Розуміння диктатури пролетаріату в марксизмі-ленінізмі мало свої особливості: воно ототожнювалося з встановленням монопольної влади однієї партії та централізованим державним апаратом. Таке трактування викликало розбіжності навіть серед деяких ортодоксальних марксистів, які вважали, що справжня диктатура пролетаріату має передбачати активну участь у здійсненні влади широких мас робітничого класу, а не лише політичної еліти партії[8]. Марксизм-ленінізм є офіційною ідеологією правлячих партій Китаю, Куби, Лаосу та В'єтнаму, а також був офіційною ідеологією Комуністичної партії Радянського Союзу з кінця 1920-х років і правлячих партій країн Східного блоку[9].
- Лібертарні марксисти критикують марксизм-ленінізм за розходження з ортодоксальним марксизмом і виступають проти його інтерпретації авангардизму. Разом із троцькістами вони виступають проти використання однопартійної системи, яку вважають за своєю суттю недемократичною; однак, на відміну від троцькістів, лібертарні марксисти не  підтримують принцип демократичного централізму. Роза Люксембурґ підкреслювала роль авангардної партії як представниці всього класу[10][11] і трактувала диктатуру пролетаріату як владу всього пролетаріату, розглядаючи її як концепцію розширення демократії, а не її обмеження, на відміну від панування меншості за диктатури буржуазії[12].

Теоретичні опоненти марксизму відкидають диктатуру пролетаріату. У книзі «Дорога до рабства» (1944) економіст австрійської школи Фрідріх фон Гаєк писав, що диктатура пролетаріату, ймовірно, знищить особисту свободу так само повністю, як і автократія. Європейська комісія з прав людини визнала прагнення до встановлення диктатури пролетаріату несумісним з Європейською конвенцією з прав людини у справі «Комуністична партія Німеччини проти Федеративної Республіки Німеччина» (1957 року).

### Карл Маркс
Карл Маркс, використовуючи термін «диктатура», мав на увазі передачу засобів виробництва і громадських інституцій представникам робітничого класу, які змінять представників заможних класів (т. зв. «диктатура буржуазії»). У новому післяреволюційному періоді повинні виникнути цілковито нові структури влади, що уможливлювали б усім робітникам можливість управління як засобами виробництва, так і державою.
Положення про диктатуру пролетаріату, уточнення її місця в історичному процесі добре відображено у відомому листі Маркса Ведемеєру від 5 березня 1852 року, в «Анти-Дюрінгу» Енгельса (1876-78) і в «Критиці Готської програми» Маркса (1875), де Маркс робить такий висновок:

| «Між капіталістичним і комуністичним суспільством лежить період революційного перетворення першого в друге. Цьому періоду відповідає і політичний перехідний період, і держава цього періоду не може бути нічим іншим, крім як революційною диктатурою пролетаріату»[15] |Дана теза одержала подальший розвиток у роботі Леніна «Держава і революція» (1917): 
| «Демократія для гігантської більшості народів і придушення силою, тобто виключення з демократії, експлуататорів, гнобителів народу, — ось яка видозміна демократії при переході від капіталізму до комунізму»[16]. |
1 січня 1852 року комуністичний журналіст Йозеф Вейдемеєр опублікував статтю під назвою «Диктатура пролетаріату» в німецькомовній газеті Turn-Zeitung, у якій писав, що «цілком очевидно, що тут не може йтися про поступові, мирні переходи», і нагадав приклади Олівера Кромвеля (Англія) та Комітету громадського порятунку (Франція) як приклади «диктатури» та «терору» (відповідно), необхідних для повалення буржуазії. Того ж року Маркс написав йому листа, в якому заявив: «Ще задовго до мене буржуазні історики описали історичний розвиток цієї боротьби між класами, а буржуазні економісти — її економічну анатомію. Моїм власним внеском було: (1) показати, що існування класів пов'язане лише з певними історичними фазами розвитку виробництва; (2) що класова боротьба неминуче веде до диктатури пролетаріату; (3) що сама ця диктатура є лише перехідним етапом до скасування всіх класів і встановлення безкласового суспільства».
Маркс розвинув свої погляди на диктатуру пролетаріату у своїй короткій праці 1875 року «Критика Готської програми», що різко критикувала принципи, викладені в програмі Німецької робітничої партії (попередниці Соціал-демократичної партії Німеччини). Програма пропонувала поміркований, поступовий, реформістський і демократичний шлях до соціалізму, на відміну від революційно-соціалістичного й насильницького підходу ортодоксальних марксистів. Відповідно, останні звинувачували авторів Готської програми у «ревізіонізмі» й неефективності. Утім, Маркс допускав можливість мирного переходу до соціалізму в деяких країнах із сильними демократичними інституціями (таких як Велика Британія, Нідерланди й Сполучені Штати), зазначаючи однак, що в інших країнах, де робітники не можуть «досягти своєї мети мирним шляхом», «важелем нашої революції має бути сила», виходячи з принципу, що трудові маси мають право на повстання у разі відмови їм у політичному самовираженні.

### Володимир Ленін
На початку XX століття Володимир Ленін робив спроби адаптувати марксизм до соціально-економічних та політичних умов Російської імперії (1721–1917). Ленін писав, що марксистське розуміння диктатури означає політичний та економічний контроль, який здійснює цілий суспільний клас у межах демократичної системи. Він наполягав на необхідності знищення основ буржуазної держави та її заміні на те, що Девід Прістленд описує як «ультрадемократичну» диктатуру пролетаріату, засновану на системі Паризької комуни. 
У праці «Держава і революція» (1917) Ленін прямо обговорює практичне впровадження «диктатури пролетаріату» шляхом насильницької революції. Він відкидає будь-які реформістські інтерпретації марксизму, такі як ідеї Едуарда Бернштейна і Карла Каутського. Особливо Ленін акцентує увагу на фразі Енґельса про «відмирання держави», заперечуючи можливість її застосування до «буржуазної держави» і підкреслюючи, що у своїй роботі Енґельс робить акцент саме на революції. Спираючись на ці аргументи, Ленін називає реформістів «опортуністами», реакційними силами і стверджує, що насильницька революція є єдиним способом запровадження диктатури пролетаріату відповідно до праць Маркса й Енґельса.
У Російській імперії модель державного устрою за зразком Паризької комуни була реалізована в радах (соязах робітників і солдатів), створених під час революції 1905 року. Їхнім революційним завданням було повалення капіталістичної (монархічної) держави та встановлення соціалізму — диктатури пролетаріату як етапу, що передує комунізму. У Росії більшовицька партія (яку Ленін описував як «авангард пролетаріату») піднесла ради до влади під час Жовтневої революції 1917 року. Протягом 1917 року Ленін наполягав, що Тимчасовий уряд не представляє інтересів пролетаріату, оскільки, на його думку, він уособлював диктатуру буржуазії. Він стверджував, що уряд, постійно відкладаючи демократичні вибори, заперечував значення рад, створених демократичним шляхом, а всі обіцянки, дані ліберальними буржуазними партіями до Лютневої революції, залишилися невиконаними. Відтак Ленін закликав ради взяти владу у свої руки.
Російські умови були досить специфічні: кількість самого пролетаріату становила меншість у складі населення Російської імперії. В кінці ХΙХ століття пролетаріат, відповідно до розрахунків самого Леніна, налічував приблизно десять мільйонів робітників серед понад 130 мільйонів всього населення Російської імперії. Перед самою Жовтневою революцією кількість найманих робітників становила, за різними оцінками, від 10 % до 14,6 % всього населення Російської імперії. Кількість фабрично-заводського пролетаріату налічувала 2 — 3 % від кількості зайнатих.
Існувала також проблема практичної реалізації диктатури пролетаріату партією більшовиків, яка проголошувала здійснення диктатури пролетаріату в інтересах трудящих після приходу до влади. Російський анархіст Михайло Бакунін з цього приводу зауважував: «весь клас не може всістися в урядове крісло». Ленін вважав, що партії керують класами, вожді керують партіями, і диктатура вождів пов'язана з диктатурою трудових мас. Більшовицький лідер Григорій Зінов'єв, аналізуючи ленінізм, зазначав: «диктатура партії є функцією диктатури пролетаріату». Комуністична партія вважалась авангардом пролетаріату. Більшовики в результаті жовтневого перевороту встановили диктатуру більшовицької партії під виглядом диктатури пролетаріату.

## Виноски
1. ↑  «Диктатура пролетаріату» в Маркса й Енгельса. Спільне (укр.). Процитовано 25 квітня 2025.
2. ↑  Кульчицький, С. В. (12 грудня 2007). Диктатура пролетаріату. esu.com.ua (укр.). Процитовано 25 квітня 2025.
3. ↑  Draper, Hal (1987). Dictatorship of Proletariat (англ.). NYU Press. с. 11. ISBN 978-0-85345-726-8.
4. ↑  Engels, Friedrich (1891). The Civil War in France, 1891 Introduction by Frederick Engels: On the 20th Anniversary of the Paris Commune (PostScript). Процитовано 18 серпня 2023.
5. ↑  Hill, Christopher (1993). Lenin and the Russian Revolution. London: Penguin Books. pp. 85–86
6. ↑  Lenin, V. I. (1965) [1905]. "Freedom to Criticise and Unity of Action". Lenin's Collected Works. Vol. 10. Moscow: Progress Publishers. pp. 442–443.
7. ↑  Smith, S. A. (2014). The Oxford Handbook of the History of Communism. Oxford: Oxford University Press. p. 126.
8. ↑  Між полюсами політики та теорії: розвиток академічного марксизму з 1960-х років до сьогодення. Commons (англ.). Процитовано 25 квітня 2025.
9. ↑  Morgan, W. John (2015). Marxism-Leninism: The ideology of 20th Century communism. Oxford: Elsevier.
10. ↑  Luxemburg, Rosa (1906). Co-operation of Organised and Unorganised Workers Necessary for Victory. The Mass Strike, the Political Party and the Trade Unions. Marxist Educational Society of Detroit. "The social democrats are the most enlightened, most class-conscious vanguard of the proletariat. They cannot and dare not wait, in a fatalist fashion, with folded arms for the advent of the "revolutionary situation," to wait for that which in every spontaneous peoples' movement, falls from the clouds. On the contrary, they must now, as always, hasten the development of things and endeavour to accelerate events."
11. ↑  Luxemburg, Rosa (1918). That is what the Spartacus League wants!. What Does the Spartacus League Want?. Die Rote Fahne. "The Spartacus League is only the most conscious, purposeful part of the proletariat, which points the entire broad mass of the working class toward its historical tasks at every step, which represents in each particular stage of the Revolution the ultimate socialist goal, and in all national questions the interests of the proletarian world revolution."
12. ↑  Luxemburg, Rosa (1918). Democracy and Dictatorship. The Russian Revolution. New York: Workers Age Publishers.
13. ↑  Hayek, Friedrich (1944). The Road To Serfdom. Routledge. ISBN 978-0-226-32061-8.
14. ↑  Decision by the Commission on the Admissibility of Case No. 250/57. European Court of Human Rights. Процитовано 19 травня 2019.
15. ↑  К.Маркс и Ф.Энгельс, Избранные произведения, т.3, стр.23, Москва, политиздат,1979 г., перекладено з російської
16. ↑  Владимир Ленин «Государство и революция». Архів оригіналу за 23 лютого 2018. Процитовано 25 листопада 2008.
17. ↑  Joseph Weydemeyer (1962). The dictatorship of the proletariat. Labor History (англ.). 3 (2): 214—217. doi:10.1080/00236566208583900.
18. ↑  Letter from Marx to Joseph Weydemeyer. Архів оригіналу за 22 лютого 2014. dated March 5, 1852 in Karl Marx & Frederick Engels, Collected Works Vol. 39 (International Publishers: New York, 1983) pp. 62–65.
19. ↑  The Gotha and Erfurt Programs. 1875. Процитовано 13 вересня 2014.
20. ↑  Mary Gabriel (29 жовтня 2011). Who was Karl Marx?. CNN.
21. ↑  "You know that the institutions, mores, and traditions of various countries must be taken into consideration, and we do not deny that there are countries – such as America, England, and if I were more familiar with your institutions, I would perhaps also add Holland – where the workers can attain their goal by peaceful means. This being the case, we must also recognise the fact that in most countries on the Continent the lever of our revolution must be force; it is force to which we must some day appeal to erect the rule of labour." La Liberté Speech delivered by Karl Marx on 8 September 1872, in Amsterdam
22. ↑  Priestland, David (2002). Soviet Democracy, 1917–91 (PDF). European History Quarterly. 32 (1). Архів (PDF) оригіналу за 12 лютого 2021. Lenin defended all four elements of Soviet democracy in his seminal theoretical work of 1917, State and Revolution. The time had come, Lenin argued, for the destruction of the foundations of the bourgeois state, and its replacement with an ultra-democratic 'Dictatorship of the Proletariat' based on the model of democracy followed by the communards of Paris in 1871. Much of the work was theoretical, designed, by means of quotations from Marx and Engels, to win battles within the international Social Democratic movement against Lenin's arch-enemy Kautsky. However, Lenin was not operating only in the realm of theory. He took encouragement from the rise of a whole range of institutions that seemed to embody class-based, direct democracy, and in particular the soviets and the factory committees, which demanded the right to 'supervise' (kontrolirovat') (although not to take the place of) factory management.
23. ↑  Lenin, Vladimir (1918). Chapter I: Class Society and the State. The State and Revolution. Архів оригіналу за 5 квітня 2024 — через Marxists Internet Archive. the theory of Marx and Engels of the inevitability of a violent revolution refers to the bourgeois state. The latter cannot be superseded by the proletarian state (the dictatorship of the proletariat) through the process of "withering away", but, as a general rule, only through a violent revolution. The panegyric Engels sang in its honor, and which fully corresponds to Marx’s repeated statements
24. ↑  Priestland, David (2002). Soviet Democracy, 1917–91 (PDF). European History Quarterly. 32 (1). Архів (PDF) оригіналу за 12 лютого 2021. Lenin defended all four elements of Soviet democracy in his seminal theoretical work of 1917, State and Revolution. The time had come, Lenin argued, for the destruction of the foundations of the bourgeois state, and its replacement with an ultra-democratic 'Dictatorship of the Proletariat' based on the model of democracy followed by the communards of Paris in 1871. Much of the work was theoretical, designed, by means of quotations from Marx and Engels, to win battles within the international Social Democratic movement against Lenin's arch-enemy Kautsky. However, Lenin was not operating only in the realm of theory. He took encouragement from the rise of a whole range of institutions that seemed to embody class-based, direct democracy, and in particular the soviets and the factory committees, which demanded the right to 'supervise' (kontrolirovat') (although not to take the place of) factory management.
25. ↑  Массовые источники по социально-экономической истории России периода капитализма / Под ред. И. Д. Ковальченко и В. И. Бовыкина. М.: Наука, 1979. Глава 4. Источники о численности, составе и положении рабочего класса (С. И. Антонова, С. Я. Алияров, А. Г. Голиков, Ю. И. Кирьянов. М. Г. Мейерович). С. 160—190. [Архівовано 23 січня 2018 у Wayback Machine.](рос.)
26. ↑  Сифман Р. И. Динамика численности населения России за 1897—1914 гг. //Брачность, рождаемость, смертность в России и СССР. М., 1977. [Архівовано 31 березня 2018 у Wayback Machine.](рос.)
27. ↑  Андрей Колганов. В. И. Ленин (1918—1923): Кризис революционного проекта [Архівовано 18 квітня 2018 у Wayback Machine.](рос.)
28. ↑  Карл Каутский. Диктатура пролетариата. Архів оригіналу за 7 листопада 2013. Процитовано 8 червня 2012.
29. ↑  Кульчицький С. В. ДИКТАТУРА ПРОЛЕТАРІАТУ. (Електронний ресурс) // Енциклопедія історії України: Т. 2: Г-Д / Редкол.: В. А. Смолій (голова) та ін. НАН України. Інститут історії України. — К.: В-во «Наукова думка», 2004. — 688 с. Архів оригіналу за 15 квітня 2016. Процитовано 17 квітня 2018.
30. ↑  Ленин В. И. Детская болезнь «левизны» в коммунизме [Архівовано 24 квітня 2018 у Wayback Machine.](рос.)
31. ↑  Григорий Зиновьев. Ленинизм [Архівовано 24 квітня 2018 у Wayback Machine.](рос.)
32. ↑  Шестаков Владимир. Новейшая история России [Архівовано 5 лютого 2018 у Wayback Machine.](рос.)
33. ↑  Дорошко М. С. Номенклатура: Керівна верхівка Радянської України (1917—1938 рр.). Архів оригіналу за 18 квітня 2018. Процитовано 17 квітня 2018.